# إليزابيث غويبرت
إليزابيث غويبرت (بالفرنسية: Élisabeth Guibert)‏ هي كاتِبة وكاتبة مسرحية وشاعرة فرنسية، ولدت في 31 مارس 1725 في فرساي في فرنسا، وتوفيت في 1788.